# Fernanda Colombo
Fernanda Colombo Uliana (* 24. April 1991) ist ein ehemaliges brasilianisches Model sowie ehemalige Fußballschiedsrichterin.

## Werdegang
Colombo begann in der Jugend bereits mit dem Modeln und kam über Umwege zum Fußball, wo sie eine Ausbildung als Schiedsrichterin absolvierte. Ab 2010 war sie als Schiedsrichterassistentin tätig, beginnend mit der Série C bis hin zur ersten brasilianischen Liga und dem Copa do Brasil. Später in ihrer Karriere leitete sie Spiele in der ersten Ecuadorianischen Liga. Dabei sorgte sie für hohe mediale Aufmerksamkeit, als sie in einem Spiel des Barcelona Sporting Club nach einem Foul von Kitu Díaz zu ihrer Hosentasche griff, jedoch statt einer roten Karte nur ein Tuch hervorholte und sich mit einem Grinsen den Schweiß aus dem Gesicht wischte. Im Anschluss an dieses Spiel kam es über soziale Medien und per E-Mail zu sexuellen Belästigungen.
Für die Fußball-Weltmeisterschaft 2014 in ihrem Heimatland wurde sie vom Verband als Ersatz nominiert und wäre bei einem Ausfall nachgerückt. Zu einem Einsatz kam es aber nicht.
Bereits 2017 trat Colombo als Schiedsrichterin zurück. Für die Webseite Metropoles schrieb sie später über Fußball und berichtete von der Fußball-Weltmeisterschaft der Frauen 2019. Zudem schrieb sie ein Buch unter dem Titel Vamos Jogar Futebol (deutsch Lasst uns Fußball spielen), in dem sie Fußballregeln erklärt.

## Privates
Colombo ist mit dem ehemaligen FIFA-Schiedsrichter Sandro Ricci verheiratet. Ihre Verlobung gaben sie 2018 in einer Fernsehshow bekannt.